# Bitva u Schnee Eifel
Bitva u Schnee Eifel bylo střetnutí z počátku bitvy v Ardenách. Je považováno za největší prohru amerických vojsk v Evropě v letech 1944–1945.

## Před bitvou
V roce 1944 se pro Osu vojenská situace rapidně zhoršila. Toho roku se uskutečnila drtivá operace Bagration a vylodění v Normandii. Hitler chtěl provést na západní frontě úspěšnou protiofenzivu, po které uzavře se Spojenci mír a obrátí se proti Sovětskému svazu. Vzhledem k prodlužujícím se zásobovacím trasám Spojenců zvolil, že cílem protiofenzivy bude antverpský přístav. Po jeho dobytí mohlo zkolabovat spojenecké zásobování a zároveň by byli Britové a Kanaďané na severu odděleni od Američanů na jihu.
Útok měl být veden přes Ardenské lesy. Provést jej měly tři tankové armády. Přes pahorkatinu Schnee Eifel to byla 5. tanková armáda wehrmachtu generála Hassa von Manteuffela. Oblast bránil americký 14. průzkumný pluk a 106. divize.

## Bitva
Dne 16. prosince 1944 ofenziva začala. Palba z německý děl začala v 5 hodin a 30 minut. Na frontě Manteuffelovy armády bylo velmi rychle dosaženo průlomu. 106. divize bránila dopravní důležitý uzel St. Vith. 17. prosince se Manteuffelovi podařilo sevřít dva pluky 106. divize a vynutil si kapitulaci nejméně sedmi, či možná osmi až devíti tisíc mužů. Dále jeho oddíly vnikly do amerických pozic před zahájením uzavírací palby. Následně obsadila 5. tanková armáda Sankt Vith.
Celá bitva byla úspěšná díky nové taktice generála Manteuffela.[jaká?]